# 李敦 (明朝)
李敦（？—？），山西太原府乞伏都人，明朝政治人物、进士。
洪武二十九年，由太原府学中洪武丙子科举人。建文二年（1400年），李敦中式庚辰科三甲第一名進士，授刑科给事中。